# Lorenzo Carboncini
Lorenzo Carboncini, född den 22 september 1976 i Empoli i Italien, är en italiensk roddare.
Han tog OS-silver i fyra utan styrman i samband med de olympiska roddtävlingarna 2000 i Sydney.